# Marija Fabianowna Gnessina

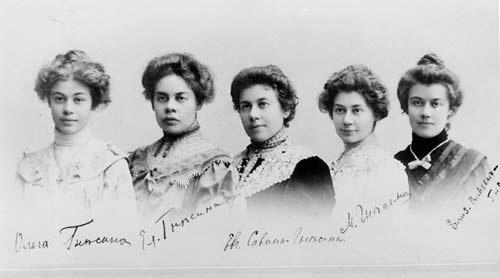
Die Gnessina-Schwestern Olga, Jelena, Jewgenija, Marija und Jelisaweta Gnessina (von links)

Marija Fabianowna Gnessina (russisch Мария Фабиановна Гнесина; * 1876 in Rostow am Don; † 11. Oktober 1918 in Moskau), dritte der fünf Gnessina-Schwestern, war eine russische Pianistin, Hochschullehrerin und Schwester des russischen Komponisten Michail Gnessin.

## Leben
Marija Fabianowna Gnessinas Vater war der staatlich beauftragte Rabbiner Fabian Ossipowitsch Gnessin. Ihre Mutter Bella Issajewna Fletsinger-Gnessina hatte bei Stanisław Moniuszko studiert und war Sängerin und Pianistin. Marija Fabianowna Gnessina studierte am Moskauer Konservatorium in der Klavier-Klasse N. J. Schischkins mit Abschluss 1895.
Sie gründete im Februar 1895 zusammen mit ihren älteren Schwestern Jelena und Jewgenija mit Unterstützung des Mäzens Alexander Pawlowitsch Kawerin in Moskau die private Musikschule der Schwestern J. und M. Gnessina, die nach der Oktoberrevolution dank der Unterstützung Anatoli Lunatscharskis die Zweite Staatliche Moskauer Musikschule wurde (1919), 1925 den Namen der Gnessina-Schwestern erhielt und 1944 das Gnessin-Institut wurde. Marija Fabianowna Gnessina war Dozentin für Klavier. Ihr Bruder Michail, ihre Schwestern Jewgenija, Jelena, Jelisaweta und Olga und Alexander Gretschaninow waren dort weitere Dozenten. Der Komponist Reinhold Glière widmete Marija Sechs Stücke für Klavier zu vier Händen op. 41 (1909).
Marija Fabianowna Gnessina wurde auf dem Moskauer Nowodewitschi-Friedhof begraben.